# Saint-Bernard (Isère)
Saint-Bernard is een plaats en voormalige gemeente in het Franse departement Isère in de regio Auvergne-Rhône-Alpes en telt 569 inwoners (2005). De plaats maakt deel uit van het arrondissement Grenoble.

## Geschiedenis
Saint-Bernard is op 1 januari 2019 gefuseerd met de gemeenten Saint-Hilaire en Saint-Pancrasse tot de gemeente Plateau-des-Petites-Roches. 

## Geografie
De oppervlakte van Saint-Bernard bedraagt 21,1 km², de bevolkingsdichtheid is 27,0 inwoners per km².
De onderstaande kaart toont de ligging van Saint-Bernard (Isère) met de belangrijkste infrastructuur en aangrenzende gemeenten.

## Demografie
Onderstaande figuur toont het verloop van het inwonertal.